# Colonia del Durazno
Colonia del Durazno är en ort i Mexiko.   Den ligger i kommunen Toluca och delstaten Mexiko, i den sydöstra delen av landet, 60 km väster om huvudstaden Mexico City. Colonia del Durazno ligger 2 769 meter över havet och antalet invånare är 196.
Terrängen runt Colonia del Durazno är platt åt nordost, men åt sydväst är den kuperad. Runt Colonia del Durazno är det mycket tätbefolkat, med 2 028 invånare per kvadratkilometer. Närmaste större samhälle är Toluca, 7,5 km norr om Colonia del Durazno. I omgivningarna runt Colonia del Durazno växer huvudsakligen savannskog.